# Challenger (traktor)

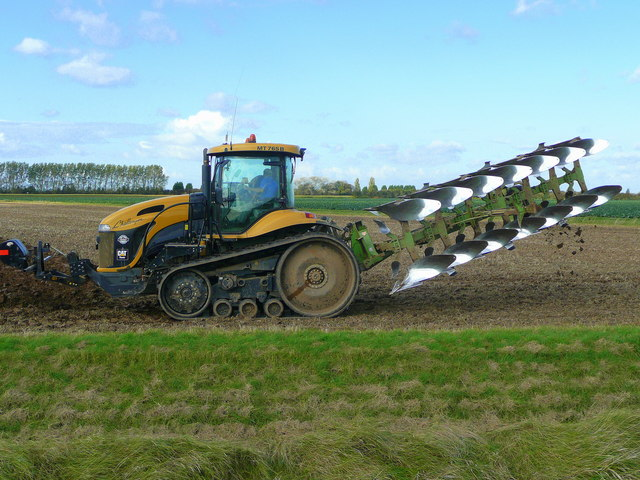
En Challenger-traktor

Challenger är ett traktormärke som ingår i den amerikanska Agco-koncernen. 
Företaget tillverkar bandtraktorer och midjestyrda traktorer med lika stora hjul runt om. Samt självgående gödselspridare och konventionella traktorer Tekniken är samma både i de banddriva och hjulburna vad gäller motor, växellåda och många andra komponenter.